# Andrew Keenan-Bolger
Andrew Keenan-Bolger (Detroit, 16 maggio 1985) è un attore e cantante statunitense.

## Carriera
Ha cominciato a recitare a Broadway da bambino con i musical Ragtime, La bella e la bestia e Seussical. Ha recitato a Broadway anche in Mary Poppins e Newsies, per cui ha ricevuto una candidatura al Drama Desk Award al miglior attore non protagonista in un musical.
È il fratello dell'attrice Celia Keenan-Bolger ed è sposato con il reporter Scott Bixby.

## Filmografia

### Cinema
- Professore per amore (The Rewrite), regia di Marc Lawrence (2014)

### Televisione
- The Naked Brothers Band - serie tv, 2 episodi (2008)
- Looking - serie tv, 1 episodio (2014)